# Koitjärve raba
Koitjärve raba är en mosse i Estland.   Den ligger i landskapet Harjumaa, i den centrala delen av landet, 50 km öster om huvudstaden Tallinn. Koitjärve raba ligger vid sjön Kivijärv.